# Алексеевка (Болотнинский район)
Алексеевка — исчезнувшая деревня в Болотнинском районе Новосибирской области. На момент упразднения входила в состав Карасёвского сельсовета. Исключена из учётных данных в 1988 году.

## География
Располагалась на левом берегу реки Баксон, в 7,5 км к северо-западу от села Карасёво.

## История
Посёлок Алексеевский был основан в 1918 г. В 1926 году состоял из 121 хозяйства. В административном отношении являлся центром Алексеевского сельсовета Болотнинского района Томского округа Сибирского края.
В 1956 году Алексеевский сельсовет был объединён с Карасёвском сельсоветом. Решением Новосибирского облисполкома от 06.05.1988 г. № 236 деревня исключена из учётных данных.

## Население
По переписи 1926 г. в посёлке проживало 608 человек (298 мужчин и 310 женщин), основное население — русские.